# Inopus hitchcocki
Inopus hitchcocki är en tvåvingeart som först beskrevs av James 1961.  Inopus hitchcocki ingår i släktet Inopus och familjen vapenflugor. Inga underarter finns listade i Catalogue of Life.